# 마달레나 크리파
마달레나 크리파(Maddalena Crippa, 1957년 9월 4일 ~ )는 이탈리아의 배우이다.